# Носакіно
Носа́кіно (рос. Носакино, ерз. Носак) — село у складі Торбеєвського району Мордовії, Росія. Входить до складу Хілковського сільського поселення.
Населення — 484 особи (2010; 672 у 2002).
Національний склад станом на 2002 рік:
- мокшани — 94 %